# 텔레오토그래프

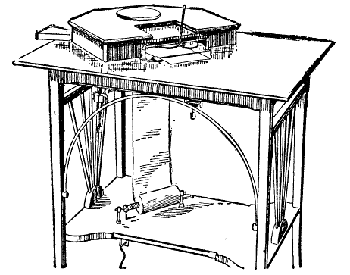
초기의 텔레오토그래프

텔레오토그래프(teleautograph) 또는 텔레라이터(telewriter)는 현대의 팩스 기기의 아날로그 전신으로, 보내는 측의 가변저항에 의해 기록된 전기 충격을 수신측의 펜에 부착된 서보 기구에 전송한다. 즉, 보내는 이가 만든 드로잉이나 서명을 수신측에서 재현하는 것으로, 전송기라고도 한다.
송신 원고를 쓸 때의 펜의 움직임을 그대로 전기신호로 바꿔 상대방에 보내면 거기서는 그 신호로서 똑같이 펜을 움직여 원고를 재현하는 것이다. 펜 끝의 위치를 나타내는 x·y의 신호와 펜의 오르내림을 나타내는 z의 신호를 검출하여 보내면 수신측에서는 이에 따라 펜을 조작하면 된다.
1888년 7월 31일 이에 특허를 낸 일라이셔 그레이가 발명하였다.

### 특허
Patent images in TIFF format
- 미국 특허 0,386,814  Art of Telegraphy, issued July 1888 (first telautograph patent)
- 미국 특허 0,386,815  Telautograph, issued July 1888
- 미국 특허 0,461,470 Telautograph, issued October 1891
- 미국 특허 0,461,472  Art of and Apparatus for Telautographic Communication, issued October 1891 (improved speed and accuracy)
- 미국 특허 0,491,347  Telautograph, issued February 1893
- 미국 특허 0,494,562  Telautograph, issued April 1893